# Épuration légale

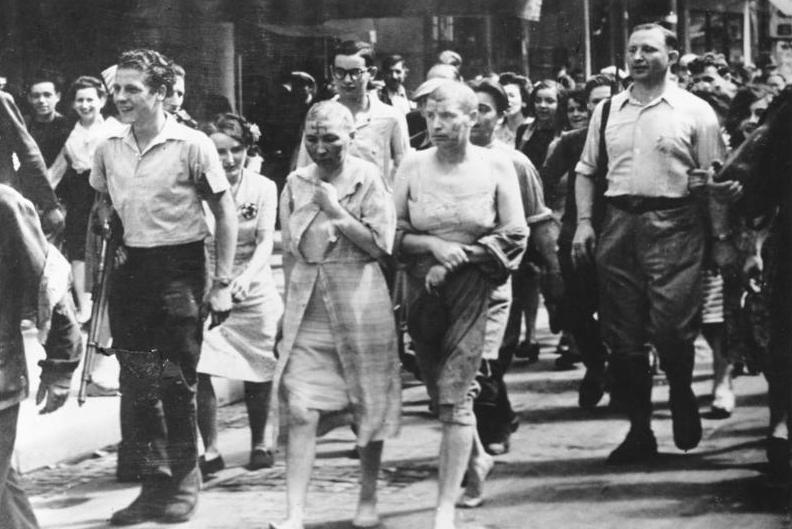
Colaboracionistas francesas descalzas, rapadas y con la esvástica pintada en la frente son humilladas por las calles de París tras la liberación de la ciudad en 1944

La Épuration légale (traducido al español como «depuración legal» o «purga legal») fue una serie de juicios realizados en Francia inmediatamente después de la liberación del país y la caída del régimen de Vichy durante el final de la Segunda Guerra Mundial contra todos aquellos franceses que habían colaborado con la ocupación alemana y su estado títere impuesto. Los juicios se celebraron entre 1944 y 1949, aunque este tipo de acciones legales continuarían, si bien en mucho menor número, durante décadas.
A diferencia de los Juicios de Nuremberg, la épuration légale se trató como un asunto interno exclusivamente francés. Se abrieron 300.000 investigaciones a todos los niveles, incluso a los más altos cargos del gobierno colaboracionista de Vichy. Sin embargo, más de la mitad de los procesos abiertos se cerraron sin una acusación o condena formal. Entre 1944 y 1951, los tribunales franceses condenaron a muerte a 6763 personas —3910 condenados en ausencia— por traición y otros delitos. De los 2853 condenados a muerte en manos de las autoridades, solo 791 fueron finalmente ejecutados –menos del 28%, pues las demás fueron conmutadas por el gobierno francés presidido por De Gaulle–, entre los que destacaron las ejecuciones de Pierre Laval, Joseph Darnand y Robert Brasillach. Un castigo mucho más común fue la llamada «degradación nacional», que conllevaba la pérdida de derechos civiles y que fue impuesta a 49.723 personas.
Antes del comienzo formal de la épuration légale e inmediatamente después de la liberación, Francia vivió una oleada de ejecuciones, humillaciones públicas, asaltos y detenciones de presuntos colaboracionistas nazis, la conocida como épuration sauvage o «purga salvaje». Estos sucesos ocurrieron durante el vacío de poder acaecido entre la ocupación alemana y la instauración del gobierno provisional francés, por lo que todas las actuaciones carecieron de cualquier respaldo legal y supervisión judicial o institucional. Durante este periodo también se produjo una fuerte persecución de los militantes y líderes de la Milicia francesa, organización paramilitar fascista que había colaborado activamente con el nazismo y la Francia de Vichy en labores de represión política y antisemita. 
Foco de conflicto permanente entre los distintos sectores políticos del país, el gobierno francés declaró tres amnistías en 1947, 1951 y 1953 que pusieron fin a la gran mayoría de procesos. No existen estadísticas fiables sobre el número total de muertos. Además de las 2853 sentencias de muerte dictadas por los tribunales en presencia del condenado, los tribunales militares ordenaron otras 770 ejecuciones de soldados y oficiales. Incluyendo todas las purgas, tanto dentro del marco legal como extrajudiciales, el número de personas ejecutadas en Francia en la posguerra se sitúa en aproximadamente 10.500. Las fuerzas militares estadounidenses acantonadas en el país situaron el número de «ejecuciones sumarias» en unas 80.000, mientras que el ministro del Interior francés de entonces, el socialista Adrien Tixier, situó el número de ejecutados en 105.000 a principios de 1945. Otras fuentes consideran estas últimas cifras muy exageradas y consideran que las cifras estadounidenses tienen un marcado sesgo anticomunista, mientras que las procedentes de fuentes francesas estaban destinadas a asegurar el control gubernamental del país o para tratar de rehabilitar y minimizar las condenas a los colaboracionistas. El Estado francés realizó dos investigaciones sobre el tema a petición de la Asamblea Nacional en la década de 1950: la primera recogió 9673 ejecuciones, mientras que la segunda, más exhaustiva, situó el total de muertes en 10.822, en línea con otros estudios posteriores.